# A Telegraphic Tangle
A Telegraphic Tangle è un cortometraggio muto del 1916 diretto e interpretato da Sidney Drew.

## Trama
Smithers passa tutta la notte a giocare a poker evitando così di andare a una serata con la moglie. Visto che la mattina seguente il marito non è ancora riapparso a casa, la signora Smithers invia un telegramma a tutti gli amici del coniuge chiedendo se il marito ha passato la notte con qualcuno di loro. Ognuno risponde che Smithers ha passato la notte con lui.

## Produzione
Il film fu prodotto dalla Vitagraph Company of America.

## Distribuzione
Distribuito dalla General Film Company, il film - un cortometraggio in una bobina - uscì nelle sale cinematografiche statunitensi il 21 gennaio 1916. La Favorite Films ne distribuì la riedizione il 18 marzo 1918.